# Lammer Holz
Das Lammer Holz ist ein Naturschutzgebiet in der niedersächsischen Stadt Braunschweig.

## Allgemeines
Das Naturschutzgebiet mit dem Kennzeichen NSG BR 072 ist circa 25 Hektar groß. Es grenzt im Westen und Süden an das Landschaftsschutzgebiet „Lammer Bruch“ sowie im Südosten und Nordosten an das Landschaftsschutzgebiet „von Pawelsches Holz, Ölper Holz und Der Lammer Busch“. Das Gebiet steht seit dem 2. Januar 1986 unter Naturschutz. Zuständige untere Naturschutzbehörde ist die Stadt Braunschweig.

## Beschreibung
Das Naturschutzgebiet liegt im Nordwesten Braunschweigs im Stadtbezirk Lehndorf-Watenbüttel zwischen den Stadtteilen Kanzlerfeld, Lehndorf und Lamme. Es stellt ein Waldgebiet in einem schmalen Niederungsbereich unter Schutz, der überwiegend aus Bruchwald und auwaldartigen Baumbeständen auf feuchten Standorten gebildet wird. Der Wald ist frei von Nutzungen und soll sich zu einem Naturwald entwickeln.
Das Gebiet grenzt überwiegend an landwirtschaftliche Nutzflächen. Im Norden grenzt es stellenweise an weitere Waldflächen, im Südosten an die Wohnbebauung von Lehndorf.
Im Naturschutzgebiet sind Reste der Braunschweiger Landwehr erhalten.